# Legături invizibile
Legături invizibile (Touch; lit. „Atingere”) este un serial de televiziune american creat în genurile thriller dramatic. A fost transmis în premieră pe Fox în perioada 25 ianuarie 2012 - 10 mai 2013. Serialul a fost creat de Tim Kring, în rolurile principale interpretează actorii Kiefer Sutherland, Gugu Mbatha-Raw și David Mazouz. În timpul primului sezon a fost transmis în fiecare seară de joi începând cu 22 martie 2012. Treisprezece episoade au fost comandate pentru primul sezon, având sfârșitul sezonului (format din două episoade) la 31 mai 2012. La 9 mai 2012, Fox a reînnoit serialul pentru un al doilea sezon. Vineri, 14 septembrie 2012, a fost difuzat un  episod bonus. Al doilea sezon a fost inițial programat să înceapă vineri 26 octombrie 2012, dar a fost în cele din urmă transmis vineri 8 februarie 2013.
La 9 mai 2013, Fox a anulat serialul Touch, după două sezoane.

## Sinopsis
Touch prezintă povestea fostului reporter Martin Bohm (Kiefer Sutherland) și a fiului său de 11 ani, tulburat emoțional, Jake (David Mazouz). Soția lui Martin a murit la World Trade Center în timpul atacurilor din 11 septembrie și de atunci el a fost nevoit să se lupte pentru a-l ajuta pe Jake, schimbând mai multe locuri de muncă pentru a avea timp să se ocupe de nevoile speciale ale lui Jake. Jake nu scoate niciun cuvânt, niciodată, dar este fascinat de numere și modelele din natură referitoare la numerele, el își petrece o mare parte din timp scriind numere în caiete, pe tableta touch-screen și uneori folosind obiecte (de exemplu, floricele de porumb). El este foarte interesat și de telefoanele mobile pierdute pe care Martin le colectează la aeroport (noul său loc de muncă, ca agent de manipulare a bagajelor). În momentul în care Jake  face ca o cutie întreagă de telefoane așezate în cerc să afișeze toate același număr (în primul episod), Martin își dă seama că fiul său Jake comunică cu el prin utilizarea numerelor. În fiecare episod, Jake îi arată tatălui său diferite numere pentru că tatăl său să oprească producerea unor evenimentele rele.

### Secvența lui Dumnezeu
Intriga serialului se învârte în jurul unei secvențe de numere (97 cifre în total) denumită secvența lui Dumnezeu, care permite ca viitorul să fie prezis și duce la alte descoperiri. Secvența completă este prezentată ca o buclă în patru segmente care se repetă:
- 318529632879522975611881604
- 5512425452217437024522750
- 010755991887789210262000
- 017594820131026302153

## Distribuție

### Roluri principale
- Kiefer Sutherland ca Martin Bohm, tatăl lui Jake
- David Mazouz ca Jacob "Jake" Bohm, băiatul său de 11 ani care  nu vorbește dar care vede diverse numere în natură care leagă tot Universul.
- Maria Bello ca Lucy Robbins: mama lui Amelia, o fată care are un dar similar cu cel al lui Jake și fostă pacientă a lui Teller
- Saxon Sharbino ca Amelia Robbins: fiica lipsă a lui Lucy
- Lukas Haas ca Calvin Norburg: un cercetător de la Aster Corps, s-a ocupat cu cercetarea activității creierului Ameliei, intenționează să utilizeze datele pentru a-l ajuta pe fratele său să-și revină dintr-un accident grav pe care l-a provocat.
- Saïd Taghmaoui ca Guillermo Ortiz: un fost preot, care a ucis 36 de persoane cu abilitățile lui Jake
- Gugu Mbatha-Raw ca Clea Hopkins: un asistent social, ea este trimisă să facă o evaluare a mediului de viață în care trăiește Jake, în cele din urmă îi ajută pe Martin și Jake să evadeze din New York
- Danny Glover ca profesor Arthur Teller, un expert în ceea ce privește puținele persoane care posedă clarviziune numerică.

## Prezentare generală
| Sezonul | Sezonul | Episoade | Originally aired   | Originally aired    | Programare TV  | Lansare pe DVD    | Lansare pe DVD    | Lansare pe DVD   |
| Sezonul | Sezonul | Episoade | Premiera sezonului | Sfârșitul sezonului | Regiunea 1     | Regiunea 2        | Regiunea 4        |                  |
| ------- | ------- | -------- | ------------------ | ------------------- | -------------- | ----------------- | ----------------- | ---------------- |
|         | 1       | 13       | 25 ianuarie 2012   | 14 septembrie 2012  | Joi 9:00 PM    | 16 octombrie 2012 | 11 februarie 2013 | 7 noiembrie 2012 |
|         | 2       | 13       | 8 februarie 2013   | 10 mai 2013         | Vineri 9:00 PM | N/A               | N/A               | N/A              |